# Kuru kyrka
Kuru kyrka (finska: Kurun kirkko) är en kyrkobyggnad i finländska Ylöjärvi, tillhörande Ylöjärvi församling inom Evangelisk-lutherska kyrkan i Finland.
Kyrkan ritades av Matti Åkerblom och byggdes under ledning av dennes systerson Matti Åkergren. Den invigdes den 30 september 1781.
Kuru kyrka är en långhuskyrka i trä med torn i ena änden och tillhörande klockstapel. Kyrktornet kröns av en lökkupol vars form visar influenser från den nederländska renässansen och den italienska barocken. I klockstapeln hänger två klockor, tillverkade 1782 i Stockholm respektive 1821 i Sankt Petersburg.
Om somrarna tjänar Kuru kyrka som vägkyrka..